# 李珍 (成化進士)
李珍（1441年—？），字相儒，直隸真定府趙州高邑縣人，遼東廣寧中屯衛旗籍，明朝政治人物。

## 生平
順天府鄉試第一百五名舉人。成化二十三年（1487年）中式丁未科會試第三百五十名，三甲第三十名進士。

## 家族
曾祖李安；祖父李榮；父李鑑，遇例冠帶。母侯氏；繼母俞氏。具庆下。